# 諾莫爾 (印第安納州)
諾莫爾（英語：Normal）是位於美國印第安納州格蘭特縣的一個非建制地區。該地的面積和人口皆未知。